# Soul Sacrifice (album)
Pour les articles homonymes, voir Soul Sacrifice.
Soul Sacrifice est un album de Santana.
La chanson titre de l'album, Soul Sacrifice, mélange de salsa et de rock, jouée au festival de Woodstock en 1969, est considérée comme un moment mythique du festival. Le solo de batterie de 2 minutes de Michael Shrieve est en particulier resté comme le moment le plus populaire de cette prestation.
Avant de monter sur scène, Carlos Santana a pris de la mescaline, ce qui explique son visage grimaçant, le chanteur guitariste  expliquant plus tard qu'il imaginait devoir dompter sa guitare métamorphosée en serpent.

## Titres
1. Soul Sacrifice
2. Fried Neckbones and Home Fries
3. Hot Tamales
4. Latin Tropical
5. Acapulco Sunrise
6. Coconut Grove
7. Every Day I Have the Blues